# 対馬市CATV
対馬市CATV（つしましケーブルテレビ）は、長崎県対馬市をサービスエリアとするケーブルテレビ局である。
「対馬6町」の一つだった旧下県郡美津島町が1992年（平成4年）4月に開局・運営していた美津島町有線テレビ（みつしまちょうゆうせんテレビ）を平成の大合併で対馬市が引き継ぎ、エリアを市内全域に広げた。現在は長崎市の株式会社コミュニティメディアに運営を委ねている。

## 沿革
- 1992年（平成4年）4月 - 美津島町有線テレビが開局。
- 2004年（平成16年）3月 - 対馬島内の旧6町が合併。対馬市となり、市営のケーブルテレビとなる。
- 2007年（平成19年） - サービスエリアを拡張する工事開始。
- 2008年（平成20年）
  - 3月27日 - 対馬市全域をサービスエリアとする「対馬市情報センター条例」が成立。
  - 11月1日 - 指定管理者制度により、株式会社コミュニティメディアの運営となる。
- 2009年（平成21年）4月 - 地上デジタル放送開始・BSデジタル放送開始。

## サービスエリア
- 長崎県対馬市全域
  - サービスエリアの全市拡張は2007年度から3年をかけて段階的に行われた。

### 逸話
- 九州総合通信局は、2011年1月14日に対馬市にあるアナログテレビ中継局のうち厳原中継局以外の5局先行停波を発表[1]。該当中継局エリアで、全世帯がケーブルテレビ加入であったためで、同24日には「停波セレモニー」が実施された[2]。

## 所在地
この項では「けち」に「雞知」の漢字を当てるが、「け」の正しい字は「鷄」の字のつくりが「鳥」ではなく「隹」である。
- 本部送信所 - 長崎県対馬市美津島町雞知甲550番地2
- 受信所
  - 長崎県対馬市美津島町雞知甲294番地2
  - 長崎県対馬市美津島町箕形82番地1

## 事業内容
1. テレビ・ラジオの再送信
詳細は次項以降を参照。NHKは原則として福岡局ではなく地元長崎局の放送を再送信する。
2. 自主テレビ番組の制作・放送
デジタル11chでは様々な地域情報を取材して放送している。また、対馬市議会（合併前は美津島町議会）の模様を中継放送している。
3. 音声告知放送
市町村防災行政無線と同等の防災情報やイベントの告知などをIP告知放送端末機のスピーカーで放送する。サービスエリア内では屋外スピーカーで、同じ内容を放送している。
4. インターネットサービスプロバイダ事業
5. IP電話事業
サービスエリアは対馬市内相互間のみ。

## 主な放送チャンネル

### 地上波系列別再送信局
| NHK-G   | NHK-E   | NNN/NNS                 | ANN                       | JNN                  | TXN         | FNN/FNS                 | JAITS |
| ------- | ------- | ----------------------- | ------------------------- | -------------------- | ----------- | ----------------------- | ----- |
| NHK長崎 | NHK長崎 | 長崎国際テレビ 福岡放送 | 長崎文化放送 九州朝日放送 | 長崎放送 RKB毎日放送 | TVQ九州放送 | テレビ長崎 テレビ西日本 |       |

### 地上波テレビ局など
| チャンネル | 放送局                   |
| ---------- | ------------------------ |
| 011-0(1)   | NHK長崎総合              |
| 021(2)     | NHK教育                  |
| 031(3)     | NBC長崎放送              |
| 041-0(4)   | NIB長崎国際テレビ        |
| 051-0(5)   | NCC長崎文化放送          |
| 081-1(6)   | TNCテレビ西日本          |
| 071(7)     | TVQ九州放送              |
| 081-0(8)   | KTNテレビ長崎            |
| 041-1(9)   | RKB毎日放送              |
| 011-1(10)  | KBC九州朝日放送          |
| 111(11)    | 対馬市CATV               |
| 051-1(12)  | FBS福岡放送              |
| BS101      | NHK BS                   |
| BS141      | BS日テレ                 |
| BS151      | BS朝日                   |
| BS161      | BS-TBS                   |
| BS171      | BSテレビ東京             |
| BS181      | BSフジ                   |
| BS191-193  | WOWOW                    |
| BS200      | BS10                     |
| BS201      | BS10スターチャンネル     |
| BS211      | BS11                     |
| BS222      | BS12 トゥエルビ          |
| BS231-232  | 放送大学                 |
| BS234      | グリーンチャンネル       |
| BS236      | BSアニマックス           |
| BS241      | BSスカパー!              |
| BS242      | J sports 1               |
| BS243      | J sports 2               |
| BS244      | J sports 3               |
| BS245      | J sports 4               |
| BS251      | BS釣りビジョン           |
| BS252      | WOWOWプラス              |
| BS255      | BS日本映画専門チャンネル |
| BS256      | ディズニーチャンネル     |
| BS260      | J:COM BS                 |
| BS265      | BSよしもと               |
| BS531      | 放送大学ラジオ           |

- 地上デジタル放送・BSデジタル放送は、テレビ受像機に内蔵されたチューナーで視聴する方式となっている。

### 多チャンネルサービス
STBにより視聴する方式である。2011年3月末でサービス終了。

### ラジオ局
| 周波数 (MHz) | 放送局    |
| ------------ | --------- |
| 80.0         | FM福岡※   |
| 82.6         | NHK長崎FM |